# Stenoptilodes maculatus
Stenoptilodes maculatus là một loài bướm đêm thuộc họ Pterophoridae. Nó được tìm thấy ở Ecuador.
Sải cánh dài khoảng 21 mm. Con trưởng thành bay vào tháng 10.